# Carpanthea
Genre
Classification phylogénétique
Carpanthea N.E.Br. est un genre de plante de la famille des Aizoaceae.
Carpanthea N.E.Br., in Gard. Chron. ser. 3. 78: 412 (1925), in clave ; N.E.Br. in Phillips, Gen. S.Afr. Fl. Pl. : 245 (1926) [descr. ampl.]
Type : Carpanthea pomeridiana (L.) N.E.Br. [in Phillips, Gen. S. African Fl. Pl. 246 (1926)] (Mesembryanthemum pomeridianum L.)

## Liste des espèces
- Carpanthea calendulacea (Haw.) L.Bolus
- Carpanthea pilosa (Haw.) L.Bolus
- Carpanthea pomeridiana (L.) N.E.Br.